# Odion Ighalo
Odion Jude Ighalo (sinh ngày 16 tháng 6 năm 1989) là một cầu thủ bóng đá chuyên nghiệp người Nigeria. Anh hiện đang chơi ở vị trí tiền đạo cho câu lạc bộ Al-Hilal tại Saudi Pro League.
Ighalo bắt đầu sự nghiệp của mình tại 2 câu lạc bộ Prime và Julius Berger của Nigeria. Năm 2007, anh chuyển tới Na Uy khoác áo câu lạc bộ Lyn. Một năm sau, anh được câu lạc bộ Udinese ký hợp đồng và dành phần lớn thời gian thi đấu tại Granada theo dạng cho mượn.
Năm 2014, anh ký hợp đồng với câu lạc bộ Watford và trở thành là trụ cột giúp câu lạc bộ thăng hạng Premier League trong mùa giải 2014–15. Tháng 1 năm 2017, Ighalo gia nhập câu lạc bộ Changchun Yatai F.C. với giá 20 triệu bảng Anh, trước khi chuyển đến Thượng Hải Thân Hoa. Tháng 1 năm 2020, Ighalo bất ngờ trở lại Premier League khi gia nhập Manchester United dưới dạng cho mượn, ban đầu cho đến cuối mùa giải 2019–20; hợp đồng sau đó được gia hạn đến tháng 1 năm 2021.

## Sự nghiệp câu lạc bộ

### Thời còn trẻ
Sinh ra tại Lagos và lớn lên ở Edo, Ighalo chơi bóng tại quê hương của mình cùng với Prime và Julius Berger, ở đó Ighalo được một tay cò tên Marcelo Houseman phát hiện. Houseman tiếp tục giới thiệu Ighalo cho Atta Anek, một tay cò khác. Atta Anek sắp xếp cho Ighalo một chuyến đi đến Na Uy để nuôi giấc mơ bóng đá. Lyn, một câu lạc bộ ở giải hạng Tư Na Uy đồng ý cho Ighalo thử việc.
Sau những lùm xùm giữa Lyn và các tay đại diện, chỉ hơn một năm sau khi đến châu Âu, Ighalo lọt mắt xanh các tuyển trạch viên của Udinese. Anh được câu lạc bộ Serie A ký hợp đồng 5 năm, rồi lang bạt từ Tây Ban Nha sang Ý trong màu áo Cesena lẫn Granada.

### Watford
Ighalo gia nhập Watford trong một hợp đồng cho mượn dài hạn từ Udinese vào ngày 29 tháng 7 năm 2014.
Ngày 24 tháng 10 năm 2014, Watford chấm dứt hợp đồng cho mượn và ký lại hợp đồng mới sau khi Udinese giải phóng hợp đồng Ighalo. Trong mùa giải 2014–15, Odion Ighalo kết hợp cùng Troy Deeney tạo thành cặp tiền đạo ghi đến 41 bàn thắng giúp "bầy ong thợ" thăng hạng lên chơi ở Premier League.
Mùa 2015–16, Ighalo tiếp tục thể hiện một phong độ khủng khiếp khi trở thành cầu thủ Watford đầu tiên ghi được nhiều hơn 10 bàn thắng ở Ngoại hạng Anh trong một mùa giải với 15 bàn. Trong đó nổi bật là cú đúp vào lưới Liverpool giúp Watford đè bẹp Lữ đoàn đỏ với tỉ số 3–0. Riêng trong năm 2015, Ighalo đã ghi tới 30 bàn thắng, nhiều hơn mọi cầu thủ khác thuộc 4 giải đấu hàng đầu nước Anh.
Mùa giải 2016–17 sau đó quả thực là cơn ác mộng với chân sút người Nigeria. Anh chỉ ghi được 1 bàn sau 18 lần ra sân ở Premier League. Trước khi đến Changchun Yatai vào tháng 1 năm 2017, Ighalo đã "tịt ngòi" trong 15 trận liên tiếp chơi cho Watford.

### Tại Trung Quốc
Ngày 31 tháng 1 năm 2017, Ighalo chuyển tới Trung Quốc khoác áo câu lạc bộ Changchun Yatai với giá khoảng 20 triệu bảng.
Tại giải vô địch quốc gia Trung Quốc năm 2018, anh trở thành châu sút ghi nhiều bàn thứ 2 tại giải đấu này với 21 lần lập công. Dù vậy, anh không thể giúp Changchun Yatai thoát khỏi cảnh bị xuống hạng.
Ighalo chuyển đến Thân Hoa Thượng Hải vào ngày 14 tháng 2 năm 2019. Tại câu lạc bộ mới, anh được hưởng mức lương lên đến 300 nghìn bảng/tuần, một con số khổng lồ vào thời điểm đó. Trong năm 2019, Ighalo đã ghi được 10 bàn thắng sau 19 lần ra sân cho Thân Hoa Thượng Hải, góp công giúp đội bóng giành danh hiệu Cúp FA Trung Quốc.

### Manchester United (mượn)
Ngày 31 tháng 1 năm 2020, Ighalo trở lại Premier League, chuyển tới Manchester United theo một hợp đồng cho mượn kèm điều khoản mua đứt tới cuối mùa giải. Anh là cầu thủ người Nigeria đầu tiên và là người châu Phi thứ 7 gia nhập câu lạc bộ này. Ighalo khẳng định gia nhập United là một giấc mơ nên anh sẵn sàng làm bất cứ chuyện gì để được tới đội bóng này, kể cả việc phải giảm lương:
"Tôi thức cả đêm vì hạn chuyển nhượng kết thúc vào 7h sáng hôm sau. Người đại diện cho biết tôi phải giảm lương để tới United. Tôi trả lời không cần quan tâm chuyện đó, hãy nhanh chóng hoàn tất thỏa thuận. Tôi thật sự muốn tới United và không quan tâm tới chuyện có cắt giảm phần lương hay không. Lãnh đạo câu lạc bộ không thể nói gì nữa, vì tôi đã quyết. Đúng 5h sáng, vụ chuyển nhượng hoàn thành", Ighalo chia sẻ với MUTV.
Anh đã chọn mặc chiếc áo số 25, số áo từng được cầu thủ châu Phi đầu tiên và phục vụ lâu nhất cho United, Quinton Fortune mặc. Những diễn biến phức tạp của đại dịch COVID-19 khiến Ighalo không thể bay đến Tây Ban Nha để tham gia chuyến tập huấn cùng cả đội mà phải ở lại Carrington tập một mình. Ngày 27 tháng 2 năm 2020, trong cuộc đối đầu với Club Brugge, Ighalo đã ghi bàn nâng tỷ số lên 2–0 đồng thời đánh dấu bàn thằng đầu tiên cho câu lạc bộ. Hơn một tuần sau, United có chuyến hành quân đến sân của Derby Country trong khuôn khổ Cúp FA, Ighalo ghi một cú đúp. Màn trình diễn đầy ấn tượng giúp anh được bình chọn là cầu thủ xuất sắc nhất trận đấu. Trước khi bóng đá Anh tạm hoãn vì đại dịch, Odion Ighalo tiếp tục lập một siêu phẩm và có một pha kiến tạo trong chiến thắng 5 sao của Quỷ Đỏ trước LASK Linz tại lượt đi Europa League. Bàn thắng của anh trong trận đấu này sau đó được bình chọn là bàn thắng đẹp nhất tháng 3 của United.
Hợp đồng mượn ban đầu của Ighalo với đội chủ sân Old Trafford sẽ hết hạn vào ngày 31 tháng 5 năm 2020. Tuy nhiên, ngày 1 tháng 6, trang chủ của "Quỷ đỏ" thành Manchester đã công bố bản hợp đồng gia hạn với Odion Ighalo đến hết ngày 31 tháng 1 năm 2021. Mùa giải 2020-2021, Ighalo chỉ ra sân tất cả 4 trận đấu (đều vào sân thay người từ ghế dự bị) và không ghi được bàn thắng nào. Ngày 27 tháng 1 năm 2021, trang chủ Manchester United chính thức thông báo Ighalo kết thúc hợp đồng cho mượn và chia tay đội bóng để quay trở lại Thượng Hải. Trước đó một ngày, Ighalo cũng đã viết lên mạng xã hội lời chia tay đến câu lạc bộ và cổ động viên Manchester United với những lời đầy cảm xúc cho thời gian anh thi đấu cho câu lạc bộ.

### Al-Shabab
Ngày 4 tháng 2 năm 2021, Ighalo ký hợp đồng 2,5 năm với câu lạc bộ Al-Shabab của Saudi Pro League.

### Al-Hilal
Ngày 29 tháng 1 năm 2022, anh ký hợp đồng với câu lạc bộ Al-Hilal cũng thuộc Saudi Pro League. Anh kết thúc mùa giải đầu tiên tại Al Hilal với tư cách là vua phá lưới Saudi Pro League, đồng thời cùng đội bóng giành chức vô địch. Ngày 26 tháng 2 năm 2023, Ighalo ghi 4 bàn trong chiến thắng 7–0 của Al-Hilal trước Al-Duhail tại bán kết AFC Champions League 2022–23.

## Sự nghiệp quốc tế
Ngày 24 tháng 3 năm 2015, sau một loạt màn trình diễn chói sáng trong màu áo Watford, Ighalo có lần đầu tiên được triệu tập lên đội tuyển Nigeria ở tuổi 26. Anh ra mắt đội tuyển quốc gia Nigeria trận thua 0–1 trước Uganda.
Vào tháng 6 năm 2018, anh góp mặt trong đội hình 23 cầu thủ cho vòng chung kết FIFA World Cup tại Nga. Anh có lần xuất hiện đầu tiên tại World Cup khi chơi 73 phút trong trận thua 0–2 trước Croatia tại vòng bảng. Vào tháng 10, Ighalo tiết lộ rằng gia đình anh đã nhận được những lời đe dọa sau khi anh không thể ghi bàn tại giải đấu.
Ighalo đã ghi 7 bàn thắng tại vòng loại Cúp bóng đá châu Phi 2019, nhiều hơn bất kỳ cầu thủ nào khác để giúp Nigeria đủ điều kiện thi đấu vòng chung kết diễn ra tại Ai Cập vào cuối năm đó. Nigeria để thua Algeria trong trận bán kết (thua 1–2) và thắng Tunisia trong trận tranh hạng ba (thắng 1–0); khi kết thúc giải đấu, anh tuyên bố giã từ sự nghiệp quốc tế.

## Cuộc sống cá nhân
Ighalo được biết đến là một người sùng đạo Kitô giáo ở Nigeria, cũng thường dành một phần tiền lương của mình cho các tổ chức từ thiện Nigeria để giúp đỡ trẻ em nghèo, trường học và góa phụ dưới mức nghèo khổ.

## Thống kê sự nghiệp

### Câu lạc bộ
Tính đến ngày 26 tháng 7 năm 2020 
| Câu lạc bộ               | Mùa giải  | Vô địch quốc gia        | Vô địch quốc gia | Vô địch quốc gia | Cúp quốc gia | Cúp quốc gia | Cúp liên đoàn | Cúp liên đoàn | Châu lục | Châu lục | Khác | Khác | Tổng cộng | Tổng cộng |
| Câu lạc bộ               | Mùa giải  | Hạng đấu                | Trận             | Bàn              | Trận         | Bàn          | Trận          | Bàn           | Trận     | Bàn      | Trận | Bàn  | Trận      | Bàn       |
| ------------------------ | --------- | ----------------------- | ---------------- | ---------------- | ------------ | ------------ | ------------- | ------------- | -------- | -------- | ---- | ---- | --------- | --------- |
| Prime                    | 2005      | Nigeria National League | 5                | 0                | 0            | 0            | —             | —             | —        | —        | —    | —    | 5         | 0         |
| Julius Berger            | 2006      | Nigeria National League | 10               | 5                | 0            | 0            | —             | —             | —        | —        | —    | —    | 10        | 5         |
| Lyn                      | 2007      | Tippeligaen             | 7                | 3                | 0            | 0            | —             | —             | —        | —        | —    | —    | 7         | 3         |
| Lyn                      | 2008      | Tippeligaen             | 13               | 6                | 0            | 0            | —             | —             | —        | —        | —    | —    | 13        | 6         |
| Lyn                      | Tổng cộng | Tổng cộng               | 20               | 9                | 0            | 0            | —             | —             | —        | —        | —    | —    | 20        | 9         |
| Udinese                  | 2008–09   | Serie A                 | 6                | 1                | 0            | 0            | —             | —             | —        | —        | —    | —    | 6         | 1         |
| Granada (mượn)           | 2009–10   | Segunda División B      | 26               | 16               | 0            | 0            | —             | —             | —        | —        | —    | —    | 26        | 16        |
| Cesena (mượn)            | 2010–11   | Serie A                 | 3                | 0                | 1            | 0            | —             | —             | —        | —        | —    | —    | 4         | 0         |
| Granada (mượn)           | 2010–11   | Segunda División        | 21               | 4                | 0            | 0            | —             | —             | —        | —        | 4    | 1    | 25        | 5         |
| Granada (mượn)           | 2011–12   | La Liga                 | 30               | 6                | 1            | 0            | —             | —             | —        | —        | —    | —    | 31        | 6         |
| Granada (mượn)           | 2012–13   | La Liga                 | 28               | 4                | 2            | 1            | —             | —             | —        | —        | —    | —    | 30        | 5         |
| Granada (mượn)           | 2013–14   | La Liga                 | 16               | 2                | 2            | 2            | —             | —             | —        | —        | —    | —    | 18        | 4         |
| Granada (mượn)           | Tổng cộng | Tổng cộng               | 95               | 16               | 5            | 3            | —             | —             | —        | —        | 4    | 1    | 104       | 20        |
| Watford                  | 2014–15   | Championship            | 35               | 20               | 1            | 0            | 2             | 0             | —        | —        | —    | —    | 38        | 20        |
| Watford                  | 2015–16   | Premier League          | 37               | 15               | 5            | 2            | 0             | 0             | —        | —        | —    | —    | 42        | 17        |
| Watford                  | 2016–17   | Premier League          | 18               | 1                | 0            | 0            | 1             | 1             | —        | —        | —    | —    | 19        | 2         |
| Watford                  | Tổng cộng | Tổng cộng               | 90               | 36               | 6            | 2            | 3             | 1             | —        | —        | —    | —    | 99        | 39        |
| Changchun Yatai          | 2017      | Chinese Super League    | 27               | 15               | 0            | 0            | —             | —             | —        | —        | —    | —    | 27        | 15        |
| Changchun Yatai          | 2018      | Chinese Super League    | 28               | 21               | 0            | 0            | —             | —             | —        | —        | —    | —    | 28        | 21        |
| Changchun Yatai          | Tổng cộng | Tổng cộng               | 55               | 36               | 0            | 0            | —             | —             | —        | —        | —    | —    | 55        | 36        |
| Shanghai Shenhua         | 2019      | Chinese Super League    | 17               | 10               | 2            | 0            | —             | —             | —        | —        | —    | —    | 19        | 10        |
| Shanghai Shenhua         | 2020      | Chinese Super League    | 0                | 0                | 0            | 0            | —             | —             | —        | —        | 0    | 0    | 0         | 0         |
| Shanghai Shenhua         | Tổng cộng | Tổng cộng               | 17               | 10               | 2            | 0            | —             | —             | —        | —        | —    | —    | 19        | 10        |
| Manchester United (mượn) | 2019–20   | Premier League          | 11               | 0                | 3            | 3            | —             | —             | 5        | 2        | —    | —    | 19        | 5         |
| Manchester United (mượn) | 2020–21   | Premier League          | 1                | 0                | 0            | 0            | 2             | 0             | 1        | 0        | —    | —    | 4         | 0         |
| Manchester United (mượn) | Tổng cộng | Tổng cộng               | 12               | 0                | 3            | 3            | 2             | 0             | 6        | 2        | 0    | 0    | 23        | 5         |
| Al Shabab                | 2020–21   | Saudi Pro League        | 5                | 3                | 0            | 0            | —             | —             | 0        | 0        | —    | —    | 5         | 3         |
| Tổng cộng                | Tổng cộng | Tổng cộng               | 344              | 132              | 17           | 8            | 5             | 1             | 6        | 2        | 4    | 1    | 376       | 144       |

1. ↑  Ra sân tại Play-off Segunda División
2. ↑  Số trận ra sân tại UEFA Europa League
3. ↑  Số trận ra sân tại UEFA Champions League

### Quốc tế
Nguồn:
| Nigeria   | Nigeria | Nigeria      |
| Năm       | Số trận | Số bàn thắng |
| --------- | ------- | ------------ |
| 2015      | 7       | 2            |
| 2016      | 5       | 1            |
| 2017      | 3       | 1            |
| 2018      | 10      | 6            |
| 2019      | 10      | 6            |
| 2022      | 2       | 0            |
| Tổng cộng | 37      | 16           |

### Bàn thắng quốc tế
| #  | Ngày                 | Địa điểm                                               | Trận thứ | Đối thủ    | Bàn thắng | Kết quả | Giải đấu                 |
| -- | -------------------- | ------------------------------------------------------ | -------- | ---------- | --------- | ------- | ------------------------ |
| 1  | 13 tháng 6 năm 2015  | Sân vận động Ahmadu Bello, Kaduna, Nigeria             | 3        | Tchad      | 2–0       | 2–0     | Vòng loại CAN 2017       |
| 2  | 11 tháng 10 năm 2015 | Sân vận động Edmond Machtens, Brussels, Bỉ             | 5        | Cameroon   | 3–0       | 3–0     | Giao hữu                 |
| 3  | 31 tháng 5 năm 2016  | Sân vận động Josy Barthel, Luxembourg City, Luxembourg | 11       | Luxembourg | 3–1       | 3–1     | Giao hữu                 |
| 4  | 1 tháng 9 năm 2017   | Sân vận động Quốc tế Godswill Akpabio, Uyo, Nigeria    | 13       | Cameroon   | 1–0       | 4–0     | Vòng loại World Cup 2018 |
| 5  | 8 tháng 9 năm 2018   | Sân vận động Linité, Victoria, Seychelles              | 23       | Seychelles | 3–0       | 3–0     | Vòng loại CAN 2019       |
| 6  | 13 tháng 10 năm 2018 | Sân vận động Ahmadu Bello, Kaduna, Nigeria             | 24       | Libya      | 1–0       | 4–0     | Vòng loại CAN 2019       |
| 7  | 13 tháng 10 năm 2018 | Sân vận động Ahmadu Bello, Kaduna, Nigeria             | 24       | Libya      | 2–0       | 4–0     | Vòng loại CAN 2019       |
| 8  | 13 tháng 10 năm 2018 | Sân vận động Ahmadu Bello, Kaduna, Nigeria             | 24       | Libya      | 3–0       | 4–0     | Vòng loại CAN 2019       |
| 9  | 16 tháng 10 năm 2018 | Taïeb Mhiri, Sfax, Tunisia                             | 25       | Libya      | 1–0       | 3–2     | Vòng loại CAN 2019       |
| 10 | 16 tháng 10 năm 2018 | Taïeb Mhiri, Sfax, Tunisia                             | 25       | Libya      | 3–2       | 3–2     | Vòng loại CAN 2019       |
| 11 | 22 tháng 3 năm 2019  | Stephen Keshi, Asaba, Nigeria                          | 26       | Seychelles | 1–0       | 3–1     | Vòng loại CAN 2019       |
| 12 | 22 tháng 6 năm 2019  | Sân vận động Alexandria, Alexandria, Ai Cập            | 29       | Burundi    | 1–0       | 1–0     | CAN 2019                 |
| 13 | 6 tháng 7 năm 2019   | Sân vận động Alexandria, Alexandria, Ai Cập            | 32       | Cameroon   | 1–0       | 3–2     | CAN 2019                 |
| 14 | 6 tháng 7 năm 2019   | Sân vận động Alexandria, Alexandria, Ai Cập            | 32       | Cameroon   | 2–2       | 3–2     | CAN 2019                 |
| 15 | 14 tháng 7 năm 2019  | Sân vận động Quốc tế Cairo, Cairo, Ai Cập              | 34       | Algérie    | 1–1       | 1–2     | CAN 2019                 |
| 16 | 17 tháng 7 năm 2019  | Sân vận động Al Salam, Cairo, Ai Cập                   | 35       | Tunisia    | 1–0       | 1–0     | CAN 2019                 |

## Danh hiệu

### Câu lạc bộ
Watford
- Á quân EFL Championship: 2014–15

Thân Hoa Thượng Hải
- Chinese FA Cup: 2019[44]

### Quốc tế
- Hạng ba Cúp bóng đá châu Phi: 2019[39]

### Cá nhân
- Cầu thủ Ngoại hạng Anh xuất sắc nhất tháng: Tháng 12 năm 2015[45]
- Vua phá lưới Cúp bóng đá châu Phi: 2019[46]
- Đội hình tiêu biểu cúp bóng đá châu Phi: 2019[47]